# Kto tam śpiewa
Kto tam śpiewa (serb.-chorw. Ко то тамо пева / Ko to tamo peva) – jugosłowiańska czarna komedia z 1980 roku w reżyserii Slobodana Šijana, będąca jego pełnometrażowym debiutem. Film powstał w oparciu o scenariusz autorstwa Dušana Kovačevicia.

## Opis fabuły
Akcja filmu rozgrywa się w 1941 roku. W rozklekotanym autobusie podążającym do Belgradu spotyka się kilkanaście osób. Każda z nich symbolizuje stereotypowe postawy i odmienną mentalność, przypisywaną różnym grupom narodowościowym i etnicznym zamieszkującym Jugosławię. W tej „wymuszonej federacji” można odnaleźć portrety Serbów – „kierownika autobusu” i jego syna „szalonego kierowcy”, Chorwata – nacjonalistę i miłośnika „niemieckiego porządku”, czy też starego Czarnogórca, chełpiącego się swoimi zasługami dla ojczyzny. W zniszczonym w czasie nalotu autobusie zginą wszyscy poza dwoma Cyganami, najbardziej pogardzanymi przez pozostałych podróżnych.

## Obsada
- Pavle Vujisić – konduktor w autobusie
- Dragan Nikolić – śpiewak
- Danilo Stojković – Brka
- Aleksandar Berček – Miško Krstić
- Neda Arnerić – panna młoda
- Mića Tomić – Aleksa Simić
- Taško Načić – myśliwy
- Boro Stjepanović – łysy mężczyzna
- Slavko Štimac – pan młody
- Miodrag Kostić – cygański muzyk
- Nenad Kostić – cygański muzyk
- Bora Todorović – żałobnik
- Slobodan Aligrudić – porucznik
- Petar Lupa – pop
- Stanojlo Milinković – oracz
- Ljubomir Ćipranić – kapral Rajković
- Milovan Tasić – syn oracza[2]

## Znaczenie
W krajach byłej Jugosławii film zyskał status dzieła kultowego. W 1996 roku, w związku ze stuleciem kina, Jugosłowiańska Akademia Filmowa obwołała Kto tam śpiewa najlepszym rodzimym filmem ostatniego półwiecza. W 2016 roku Jugosłowiańska Kinoteka uznała obraz za najwybitniejszy serbski film XX wieku.